# Ludovic Capelle
Ludovic Capelle, nacido el 27 de febrero de 1976 en Namur, es un exciclista belga. Debutó como profesional en 1998 y puso fin a su carrera deportiva en 2009 en el seno del equipo continental Team Differdange-Losch, después de 11 temporadas como profesional y con 33 años de edad.
Como amateur cabe destacar su victoria en el Tour de Flandes sub-23 al lograrlo en dos ocasiones consecutivas (1996 y 1997). Entre sus resultados más destacados como profesional se encuentra el Campeonato de Bélgica de en ruta conseguido en el 2001.

## Palmarés
| 1995 - 1 etapa del Tour de Namur 1997 - 1 etapa de la Vuelta a Lieja 1998 - 1 etapa del Tour de Valonia 1999 - 1 etapa del Tour de la Somme - 1 etapa del Tour de Valonia 2000 - Tour de la Haute-Sambre | 2001 - Campeonato de Bélgica en Ruta 2002 - 1 etapa del Circuit de la Sarthe - 2.º en el Campeonato de Bélgica en Ruta 2003 - Scheldeprijs Vlaanderen 2004 - A través de Flandes - 1 etapa del Tour de Poitou-Charentes - Gran Premio de Isbergues |